# Wimbledon (Dakota del Nord)
Wimbledon è un centro abitato (city) degli Stati Uniti, situato nella Contea di Barnes nello Stato del Dakota del Nord. Nel censimento del 2000 la popolazione era di 237 abitanti. La città è stata fondata nel 1892. A Wimbledon è cresciuta per molti anni la cantante Peggy Lee.

## Geografia fisica
Secondo i rilevamenti dell'United States Census Bureau, la località di Wimbledon si estende su una superficie di 1,20 km², tutti occupati da terre.

## Popolazione
Secondo il censimento del 2000, a Wimbledon vivevano 237 persone, ed erano presenti 68 gruppi familiari. La densità di popolazione era di 198 ab./km². Nel territorio comunale si trovavano 126 unità edificate. Per quanto riguarda la composizione etnica degli abitanti, il 97,89% era bianco, lo 0,42% era afroamericano e l'1,69% apparteneva a due o più razze. La popolazione di ogni razza ispanica corrispondeva allo 0,42% degli abitanti.
Per quanto riguarda la suddivisione della popolazione in fasce d'età, il 23,2% era al di sotto dei 18, il 5,1% fra i 18 e i 24, il 27,0% fra i 25 e i 44, il 24,9% fra i 45 e i 64, mentre infine il 19,8% era al di sopra dei 65 anni di età. L'età media della popolazione era di 42 anni. Per ogni 100 donne residenti vivevano 95,9 maschi.